# Nieuw Rechts (Israël)
Nieuw Rechts (Hebreeuws: הימין החדש HaYamin HeChadash) is een rechtse Israëlische politieke partij van nationalistische en religieus-zionistische signatuur.
De politieke partij is ontstaan in december 2018 toen Naftali Bennett, Ayelet Shaked en Shuli Mualem het Joodse Huis verlieten. De partij richt zich primair op de Joodse inwoners en is tegen een toekomstige Palestijnse staat. Lijsttrekker in 2021 was Bennett en de kandidatenlijst telde toen in totaal twaalf kandidaten. Bennett volgde vervolgens Benjamin Netanyahu op als premier tussen 13 juni 2021 en 1 juli 2022.